# Новгородська селищна рада
Новгородська селищна рада — орган місцевого самоврядування у складі Торецької міської ради Донецької області. Адміністративний центр — селище міського типу Новгородське. 01.04.2021 року Новгородська селищна рада була реорганізована шляхом приєднання до Торецької міської територіальної громади Бахмутського району Донецької області.

## Загальні відомості
- Населення ради: 13989 осіб (станом на 2001 рік)

## Населені пункти
Селищній раді підпорядковані населені пункти:
- смт Новгородське
- с-ще Валентинівка
- с. Леонідівка
- смт Неліпівка
- с-ще Суха Балка
- с. Юр'ївка

## Склад ради
Рада складалася з 30 депутатів та голови.
- Останній голова ради: Ленко Микола Миколайович
- Останній секретар ради: Красько Тетяна Миколаївна

### Керівний склад попередніх скликань
| ПІБ                      | Основні відомості                                                        | Дата обрання | Дата звільнення |
| ------------------------ | ------------------------------------------------------------------------ | ------------ | --------------- |
| Єрмак Микола Іванович    | Селищний голова, 1951 року народження, член Партії регіонів              | 26.03.2006   | 31.10.2010      |
| Ленко Микола Миколайович | Селищний голова, 1973 року народження, освіта вища, член Партії регіонів | 31.10.2010   | 01.04.2021      |

Примітка: таблиця складена за даними джерела

### Депутати
За результатами місцевих виборів 2010 року депутатами ради стали:

#### За суб'єктами висування
| Суб'єкт висування            | Кількість обраних депутатів | %    |
| ---------------------------- | --------------------------- | ---- |
| Партія регіонів              | 28                          | 93,3 |
| Самовисування                | 1                           | 3,3  |
| Соціалістична партія України | 1                           | 3,3  |

#### За округами
| № округу                     | Прізвище, ім'я, по батькові      | Дата визнання обраним | Освіта         | Партійна приналежність | Відомості про обраного депутата                                 |
| ---------------------------- | -------------------------------- | --------------------- | -------------- | ---------------------- | --------------------------------------------------------------- |
| Партія регіонів              |                                  |                       |                |                        |                                                                 |
| 1                            | Нестеренко Галина Леонідівна     | 02.11.2010            | Освіта вища    | член Партії регіонів   | Новгородська селищна рада, секретар                             |
| 2                            | Крамчанінов Віталій Миколайович  | 02.11.2010            | Освіта середня | член Партії регіонів   | приватний підприємець                                           |
| 3                            | Мазай Олександр Анатолійович     | 02.11.2010            | Освіта вища    | член Партії регіонів   | Дзержинське ВОБ 5369/023, контролер                             |
| 4                            | Гетта Микола Григорович          | 02.11.2010            | Освіта середня | член Партії регіонів   | пенсіонер                                                       |
| 5                            | Харківська Людмила Миколаївна    | 02.11.2010            | Освіта вища    | член Партії регіонів   | загальноосвітня школа № 16, вчитель                             |
| 6                            | Трасковська Наталія Миколаївна   | 02.11.2010            | Освіта середня | член Партії регіонів   | дошкільний навчальний заклад № 15, вихователь                   |
| 7                            | Єлагіна Людмила Анатоліївна      | 02.11.2010            | Освіта середня | член Партії регіонів   | СПД Єлагін Є. О., продавець                                     |
| 8                            | Черних Ріта Вікторівна           | 02.11.2010            | Освіта середня | член Партії регіонів   | дошкільний навчальний заклад № 15, вихователь                   |
| 9                            | Фостик Любов Георгіївна          | 02.11.2010            | Освіта вища    | член Партії регіонів   | Міська лікарня № 2, лікар-педіатр                               |
| 10                           | Шендрик Ліна Григорівна          | 02.11.2010            | Освіта вища    | член Партії регіонів   | Міська лікарня № 2, головний лікар                              |
| 11                           | Шмига Віолета Семенівна          | 02.11.2010            | Освіта вища    | член Партії регіонів   | Новгородська спеціальна школа-інтернат, діловод                 |
| 12                           | Левицький Микола Петрович        | 02.11.2010            | Освіта середня | член Партії регіонів   | Новгородська спеціальна школа-інтернат, водій                   |
| 13                           | Ляшко Віталій Олександрович      | 02.11.2010            | Освіта вища    | член Партії регіонів   | ТОВ НВП «Інкор і К», слюсар                                     |
| 14                           | Заливча Людмила Петрівна         | 02.11.2010            | Освіта вища    | член Партії регіонів   | загальноосвітня школа № 17, вчитель                             |
| 15                           | Онищенко Віктор Миколайович      | 02.11.2010            | Освіта середня | член Партії регіонів   | шахта «Північна», гірник                                        |
| 16                           | Івахненко Михайло Павлович       | 02.11.2010            | Освіта вища    | член Партії регіонів   | пенсіонер                                                       |
| 17                           | Паніна Алла Романівна            | 02.11.2010            | Освіта середня | член Партії регіонів   | приватний підприємець                                           |
| 18                           | Золотухіна Олена Олександрівна   | 02.11.2010            | Освіта вища    | член Партії регіонів   | дошкільний навчальний заклад № 14, завідувачка                  |
| 20                           | Мошенська Любов Петрівна         | 02.11.2010            | Освіта середня | член Партії регіонів   | дошкільний навчальний заклад № 14, вихователь                   |
| 22                           | Дорофєєва Ганна Леонідівна       | 02.11.2010            | Освіта вища    | член Партії регіонів   | загальноосвітня школа № 17, вчитель                             |
| 23                           | Петров Олексій Іванович          | 02.11.2010            | Освіта середня | член Партії регіонів   | приватний підприємець                                           |
| 24                           | Петричкович Олена Вікторівна     | 02.11.2010            | Освіта середня | член Партії регіонів   | ТОВ «БетаАгроінвест», ваговик                                   |
| 25                           | Гобрусєв Сергій Валентинович     | 02.11.2010            | Освіта вища    | член Партії регіонів   | приватний підприємець                                           |
| 26                           | Пилипенко Володимир Дмитрович    | 02.11.2010            | Освіта середня | член Партії регіонів   | приватний підприємець                                           |
| 27                           | Красько Тетяна Миколаївна        | 02.11.2010            | Освіта вища    | член Партії регіонів   | загальноосвітня школа № 18, заступник директора                 |
| 28                           | Гмиря Наталія Василівна          | 02.11.2010            | Освіта середня | член Партії регіонів   | ТОВ «БетаАгроінвест», бухгалтер                                 |
| 29                           | Нікулін Сергій Костянтинович     | 02.11.2010            | Освіта середня | член Партії регіонів   | ТОВ «БетаАгроінвест», завідувач машинного двору                 |
| 30                           | Бабарика Олександр Володимирович | 02.11.2010            | Освіта вища    | член Партії регіонів   | ТОВ «Донецькспецбуд», директор                                  |
| Соціалістична партія України |                                  |                       |                |                        |                                                                 |
| 19                           | Кривохижа Андрій Володимирович   | 02.11.2010            | Освіта середня | позапартійний          | ТОВ НВП «Інкор і К», монтажник                                  |
| Самовисування                |                                  |                       |                |                        |                                                                 |
| 21                           | Крамчанінова Раїса Василівна     | 02.11.2010            | Освіта середня | член Партії регіонів   | Новгородська селищна рада, інспектор військово-облікового столу |